# Johannes Antonius Maria Rouppe van der Voort
Johannes Antonius Maria Rouppe van der Voort (Den Bosch, 6 juli 1910 – Vught, 19 augustus 1964) was een Nederlands burgemeester.
Hij werd geboren als zoon van Victor Aloisius Maria Rouppe van der Voort (1877-1949) en Anna Barbara Catharina Maria van Dijk (1885-1963). Hij was ambtenaar ter secretarie in Oisterwijk voor hij in 1938 benoemd werd tot burgemeester van Berkel-Enschot. In 1946 volgde zijn benoeming tot burgemeester van Nieuw-Ginneken en vanaf 1960 was Rouppe van der Voort de burgemeester van Vught. Tijdens dat burgemeesterschap overleed hij in 1964 op 54-jarige leeftijd.